# Pedro de la Puente
Pedro de la Puente (Alcudia, 1485 - Valencia, 3 de mayo de 1545) fue un religioso trinitario, obispo titular de Cluenza, vicegerente de Roma, conde palatino e inquisidor apostólico de Mallorca y finalmente, obispo auxiliar de Valencia.

## Biografía
Pedro de la Puente nació en Alcudia (Mallorca-España) en 1485. De joven ingresó al convento de los frailes trinitarios de Valladolid. Estudió filosofía y letras en diferentes conventos de Castilla. En los primeros años de su ministerio se dedicó a la enseñanza de la filosofía y la teología. El papa Julio II le nombró ministro perpetuo de la comunidad de los trinitarios de Palma de Mallorca.
El papa Julio II le nombró obispo titular de Cluenza (in partibus infidelium) y fue consagrado en Roma el 8 de febrero de 1512. Participó como tal del Concilio de Letrán. León X le nombró conde Palatino y vicegerente de Roma. Tuvo que regresar al convento de los trinitarios de Mallorca para pacificar la revuelta de los comuneros, por ello abandonó sus cargos en la Santa Sede. El rey Carlos I le agradeció por su labor. A falta de inquisidores en la isla, fue nombrado inquisidor de Mallorca, llevando el tribunal desde el 12 de febrero de 1522. Los últimos años de su vida los pasó como obispo auxiliar de Valencia. Murió en el convento de los Remedios de Valencia el 3 de mayo de 1545 a los sesenta años.